# Municipio de Poanas
El municipio de Poanas es uno de los 39 municipios del estado de Durango, México. Su cabecera es la localidad de Villa Unión.

## Geografía
Se localiza en el sureste del estado. Colinda con el municipio de Guadalupe Victoria y el municipio de Cuencamé al norte, Vicente Guerrero al Sur, con el municipio de Durango y Nombre de Dios al oeste y con el Estado de Zacatecas al Este.

### Coordenadas
La cabecera municipal es la ciudad de  Villa Unión que se encuentra en 23°58′ latitud norte y 104°3′ longitud oeste. El municipio de Poanas se localiza a una altitud de 1900 metros sobre el nivel del mar.

## Demografía
La cabecera municipal es la ciudad de Villa Unión y es la ciudad más grande del municipio, y una de las 10 ciudades más importantes en el estado de Durango, que cuenta con aproximadamente 16.925 habitantes.
La población del municipio de Poanas es de 29.466 habitantes según censo del 2005. La población de 0-14 años es de 7.429 personas; la población de 15-64 años es de 13.973; de 65 y más años es de 2.029, y muchos no especificados.
Es uno de los municipios más importantes del estado de Durango debido a su población y desarrollo.
Es el principal productor de chile y maíz en el estado, y su cabecera municipal; la ciudad de Villa Unión, es un importante centro comercial y urbano en el Valle de Poanas.

### Localidades
En el censo de 2020 el municipio de Poanas contaba con 25 localidades.
| Código INEGI    | Localidad                  | Población (2020) |
| --------------- | -------------------------- | ---------------- |
| 100220001       | Villa Unión                | 11 509           |
| 100220019       | San Atenógenes             | 2 025            |
| 100220009       | La Joya                    | 1 914            |
| 100220005       | Cieneguilla                | 1 902            |
| 100220013       | Orizaba                    | 1 532            |
| 100220010       | Narciso Mendoza            | 1 004            |
| 100220003       | Los Ángeles                | 891              |
| 100220007       | Dieciocho de agosto        | 857              |
| 100220021       | Veracruz                   | 778              |
| 100220015       | El Potosí                  | 721              |
| 100220012       | La Ochoa                   | 647              |
| 100220006       | Damián Carmona             | 621              |
| 100220024       | Francisco Zarco            | 437              |
| 100220014       | Estación Poanas            | 393              |
| 100220011       | Noria de los Pilares       | 290              |
| 100220022       | San Martín                 | 60               |
| 100220057       | Colonia División           | 8                |
| 100220092       | El Paraíso                 | 6                |
| 100220043       | La Esperanza               | 5                |
| 100220025       | El Carmen                  | 4                |
| 100220041       | La Noria del Ojo           | 3                |
| 100220036       | Los Molinos                | 2                |
| 100220082       | Las Güeras de Cieneguillas | 2                |
| 100220050       | Rancho de la Mora          | 1                |
| Total municipal | Total municipal            | 25 623           |

## Política
El gobierno del municipio está encabezado por el Ayuntamiento, que está integrado por el presidente municipal, el Síndico municipal y un cabildo formado por nueve regidores, todos son electos mediante una planilla única para un periodo de tres años no renovables para el periodo inmediato, pero si de manera no continúa, las elecciones se celebran el primer domingo del mes de junio y el ayuntamiento entra a ejercer su cargo el día 1 de septiembre del año de la elección.

### Representación legislativa
Para la elección de los Diputados locales al Congreso de Durango y de los Diputados federales a la Cámara de Diputados de México, Poanas se encuentra integrado en los siguientes distritos electorales:
Local:
- XV Distrito Electoral Local de Durango con cabecera en Nombre de Dios.[6]

Federal:
- III Distrito Electoral Federal de Durango con cabecera en la ciudad de Guadalupe Victoria.[7]

### Presidentes municipales
- (1950-1953): Félix Carreón Fiscal y Pedro Rodríguez Simental
- (1953-1956): Eligio Meza López
- (1956-1959): Pedro Morales Hernández
- (1959-1962): Jesús Moreno Barrera
- (1962-1965): Jesús Martínez Nava
- (1965-1968): Luis Fiscal Ibarra
- (1968-1971): Juan Rubio Urbina
- (1971-1974): Pedro Jara Villa
- (1974-1977): Rómulo Nava Martínez
- (1977-1980): Bernardo García Rodríguez
- (1980-1983): Rómulo Nava Martínez
- (1983-1986): Juan E. Saltijeral Loera
- (1986-1989): José María Jaquez Favela
- (1989-1992): Rodolfo Valadez Fernández
- (1992-1995): Aldo R. García Hernández
- (1995-1998): Miguel Rodríguez Macías
- (1998-2001): Rodolfo Valadéz Fernández
- (2001-2004): Carlos González Martínez
- (2004-2007): José Ildefonso Ramírez Rodríguez
- (2007-2010): José Gerardo Gutiérrez Cervantes
- (2010-2013): Raúl Piedra Macías
- (2013 -2016) : Carlos González Martínez
- (2016-2019): José Gerardo Gutiérrez Cervantes
- (2019 -2022) : José Luis Valdez Valenciano[8]
- (2022 -2025) : Irma Araceli Aispuro Aispuro

## Turismo
El municipio cuenta con un centro recreativo llamado "La Derivadora", el cual se ubica a 4 km., al norte de la cabecera municipal, también se pueden localizar atractivos turísticos como el templo de San Miguel del siglo XVII en La Ochoa y el templo de San Atenógenes de principios de siglo XVIII, y la Hacienda del Ojo en Francisco Zarco.